# Aros Marathon
Aros Marathon är ett årligt lopp som går mellan Uppsala och Enköping. Det finns även möjlighet att springa från Örsundsbro till Enköping. Noga räknat är den långa distansen längre än ett normalt maratonlopp och är alltså ett ultramarathon. Utöver löpning finns det möjlighet att cykla MTB från Uppsala till Enköping. 
Loppet har funnits sedan 2010 och går av stapeln i början av maj. Antalet startande har hittills ökat varje år och uppgick 2013 till 180 stycken. Aros Marathon är - utifrån antalet deltagare - ett av Sveriges största maratonlopp där Växjö marathon är näst störst med cirka 400 deltagare och Stockholm maraton överlägset störst med cirka 18 000 deltagare. Arrangörerna av loppet startade loppet inspirerade av amerikanska så kallade low key-lopp som uppstod som motreaktion mot dyra, kommersiella lopparrangemang.
De 2 distanserna i Aros Marathon:
- Uppsala - Enköping: cirka 50 kilometer
- Örsundsbro - Enköping: cirka 25 kilometer

Under loppets fyra första år var loppet 45 kilometer, men från och med 2014 utökades bansträckningen till 50 kilometer.
Bansträckningen är till största del identisk med banvallen för den nedlagda järnvägen mellan Uppsala och Enköping.